# ماتو گروسو
ماتو گروسو (به پرتغالی: Mato Grosso) یکی از ایالت‌های برزیل است که در غرب این کشور قرار دارد.
ماتو گروسو با ایالت‌های روندونیا، آمازوناس، پارا، توکانتینس، گوییاس، ماتو گروسو دو سول و کشور بولیوی هم‌مرز است.

## جغرافیا
این ایالت ۹۰۳٬۳۵۷ کیلومتر مربع مساحت دارد.
در سال ۲۰۰۶ جمعیت آن ۲٬۸۵۶٬۹۹۹ نفر تخمین زده شده است.

## نگارخانه

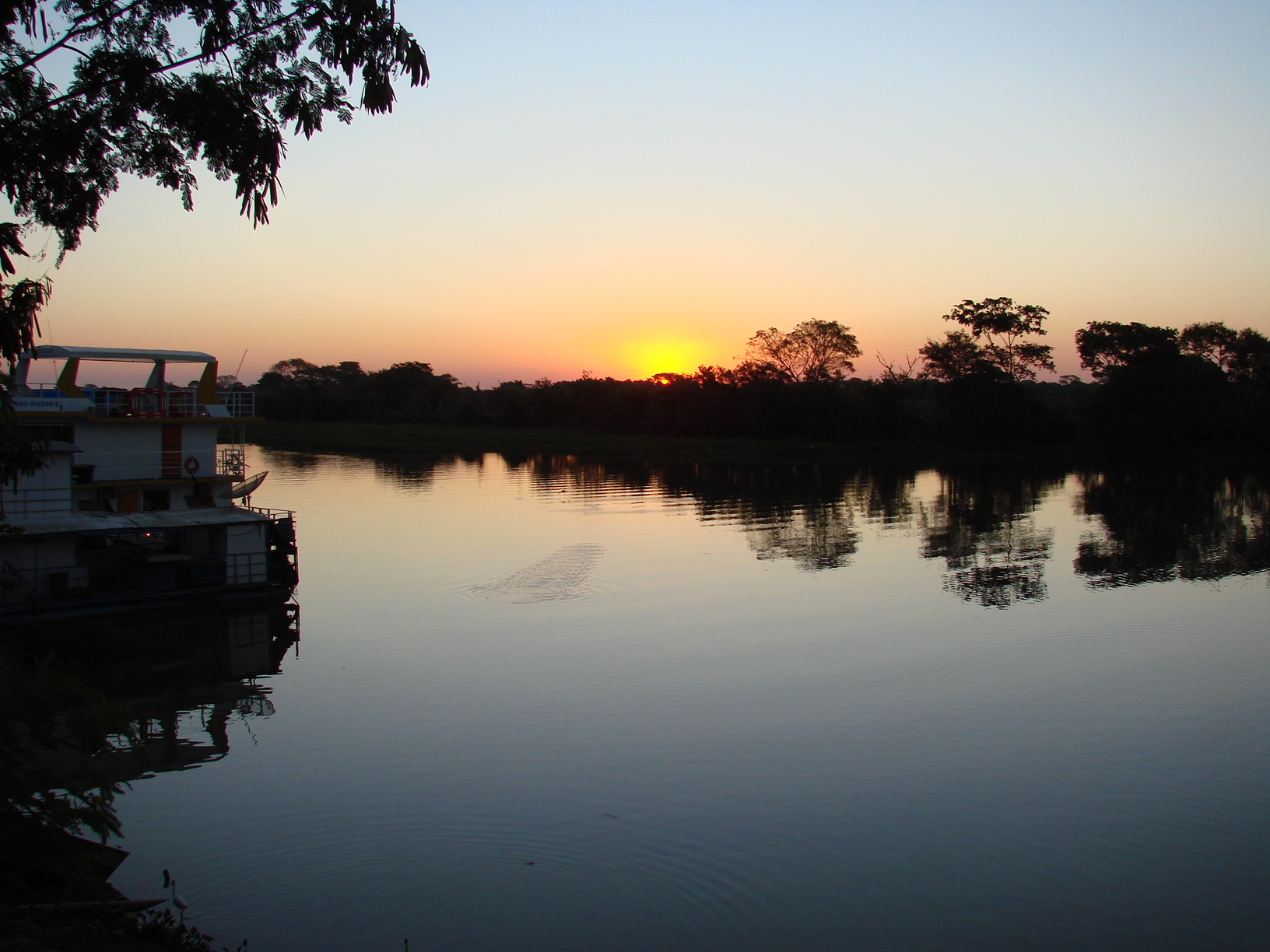
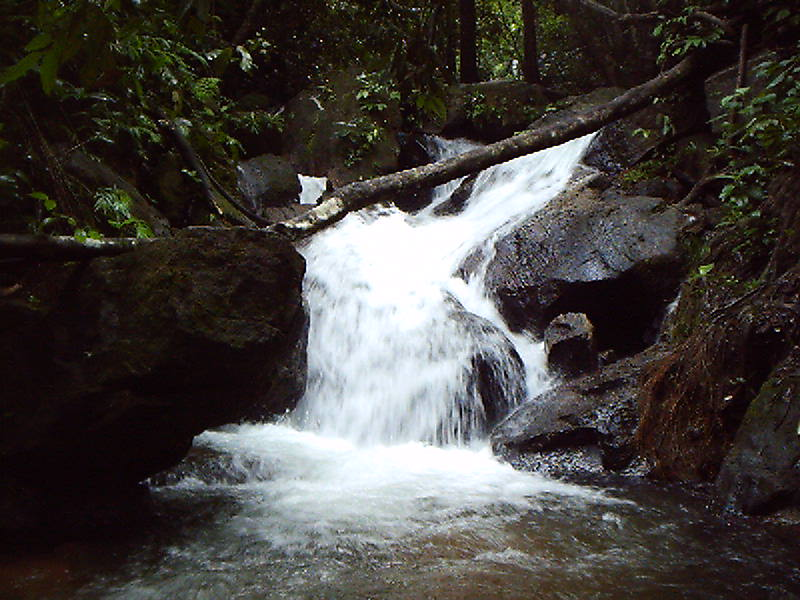
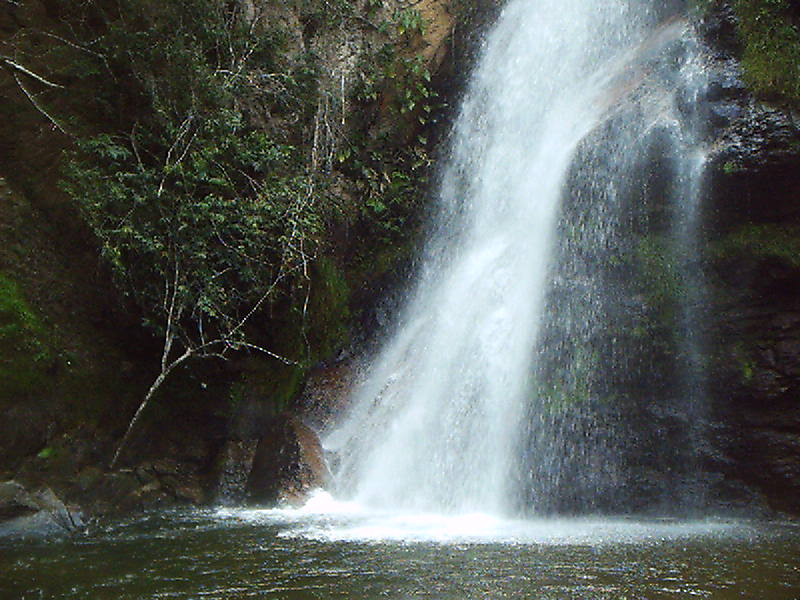
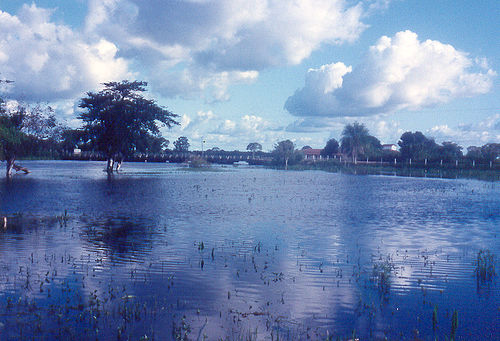
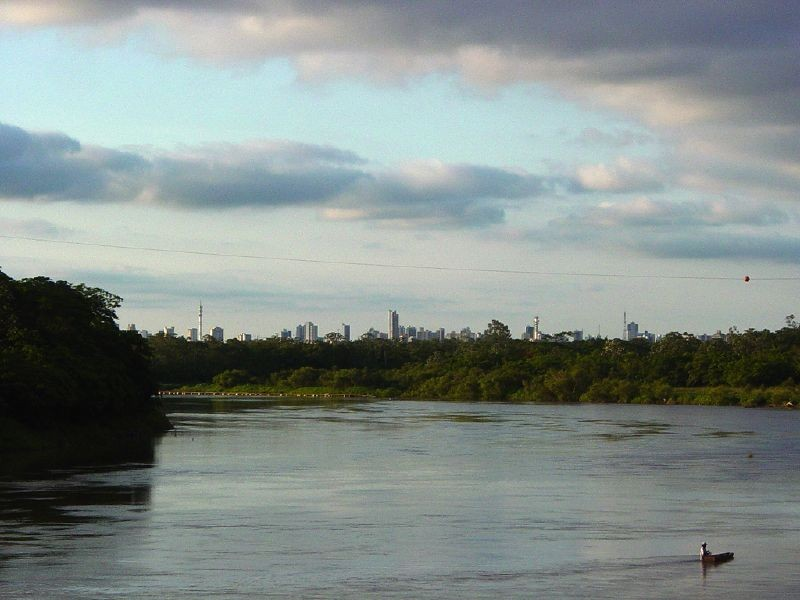